# 設計単位重量
設計単位重量（せっけいたんいじゅうりょう）とは、航空機を設計する場合や航空機に積載物を積載する場合において、積載物を定められた単位重量とし、航空機に積載される重量を計算して算出できるようにした重量である。

## 概要
航空機に乗るとき、小型機での場合では、その航空機の最大離陸重量以内に納めるのと重心位置の移動をできるだけ少なくするため、搭乗する人の体重を量ってから乗せることがあるが、人の体重を量ることは面倒なことであり、一度に300-400人も乗る大型機の場合では、かなりの面倒となる。そこで１人当たりの重量を予め定めておき、体重を量らなくても、1人当たりの定められた重量×乗客数で、搭乗する乗客数の重量をすぐに算出できるようにしたものである。人間以外でも、燃料・潤滑油にも定められた重量があり、積載する重量物として計算され、乗客数の重量とともに、航空機の設計や航空機の重量と重心位置の測定の際において、航空機の総重量や重心位置の算出に使用される。
設計単位重量の代表例を以下に示す
- 乗務員・乗客　1人当たり77kg（170ポンド/人）
- ガソリン　　　1L当たり0.72kg（6ポンド/ガロン）
- ジェット燃料　1L当たり0.8kg（6.7ポンド/ガロン)
- 潤滑油　　　　1L当たり0.9kg（7.5ポンド/ガロン)